# Santa Maria de Avioso
Santa Maria de Avioso é uma localidade portuguesa do Município da Maia que foi sede da extinta Freguesia de Santa Maria de Avioso, freguesia que tinha 4,64 km² de área e 4 513 habitantes (2011), e, por isso, uma densidade populacional de 972,6 hab/km². 
A Freguesia de Santa Maria de Avioso foi extinta em 2013, no âmbito de uma reforma administrativa nacional, para, em conjunto com as Freguesias de Gemunde, São Pedro de Avioso, Barca e Gondim, formar uma nova freguesia denominada Freguesia de Castêlo da Maia. 
Santa Maria de Avioso, em conjunto com as vizinhas localidades de Barca, Gemunde, Gondim, e São Pedro de Avioso, constitui a vila de Castêlo da Maia.

## População
| População da freguesia de Avioso (Santa Maria) | População da freguesia de Avioso (Santa Maria) | População da freguesia de Avioso (Santa Maria) | População da freguesia de Avioso (Santa Maria) | População da freguesia de Avioso (Santa Maria) | População da freguesia de Avioso (Santa Maria) | População da freguesia de Avioso (Santa Maria) | População da freguesia de Avioso (Santa Maria) | População da freguesia de Avioso (Santa Maria) | População da freguesia de Avioso (Santa Maria) | População da freguesia de Avioso (Santa Maria) | População da freguesia de Avioso (Santa Maria) | População da freguesia de Avioso (Santa Maria) | População da freguesia de Avioso (Santa Maria) | População da freguesia de Avioso (Santa Maria) |
| ---------------------------------------------- | ---------------------------------------------- | ---------------------------------------------- | ---------------------------------------------- | ---------------------------------------------- | ---------------------------------------------- | ---------------------------------------------- | ---------------------------------------------- | ---------------------------------------------- | ---------------------------------------------- | ---------------------------------------------- | ---------------------------------------------- | ---------------------------------------------- | ---------------------------------------------- | ---------------------------------------------- |
| 1864                                           | 1878                                           | 1890                                           | 1900                                           | 1911                                           | 1920                                           | 1930                                           | 1940                                           | 1950                                           | 1960                                           | 1970                                           | 1981                                           | 1991                                           | 2001                                           | 2011                                           |
| 671                                            | 803                                            | 862                                            | 914                                            | 954                                            | 974                                            | 1 000                                          | 1 362                                          | 1 563                                          | 1 926                                          | 1 984                                          | 2 341                                          | 2 290                                          | 3 360                                          | 4 513                                          |

| Distribuição da População por Grupos Etários | Distribuição da População por Grupos Etários | Distribuição da População por Grupos Etários | Distribuição da População por Grupos Etários | Distribuição da População por Grupos Etários | Distribuição da População por Grupos Etários | Distribuição da População por Grupos Etários | Distribuição da População por Grupos Etários | Distribuição da População por Grupos Etários | Distribuição da População por Grupos Etários |
| -------------------------------------------- | -------------------------------------------- | -------------------------------------------- | -------------------------------------------- | -------------------------------------------- | -------------------------------------------- | -------------------------------------------- | -------------------------------------------- | -------------------------------------------- | -------------------------------------------- |
| Ano                                          | 0-14 Anos                                    | 15-24 Anos                                   | 25-64 Anos                                   | > 65 Anos                                    |                                              | 0-14 Anos                                    | 15-24 Anos                                   | 25-64 Anos                                   | > 65 Anos                                    |
| 2001                                         | 593                                          | 467                                          | 1 959                                        | 341                                          |                                              | 17,6%                                        | 13,9%                                        | 58,3%                                        | 10,1%                                        |
| 2011                                         | 800                                          | 466                                          | 2 759                                        | 488                                          |                                              | 17,7%                                        | 10,3%                                        | 61,1%                                        | 10,8%                                        |

## Património
- Igreja de Santa Maria de Avioso
- Capela de Santo Ovídio
- Monte e Capela do Sr. da Agonia

## Festividades
-Sr. da Agonia